# Mucuripe

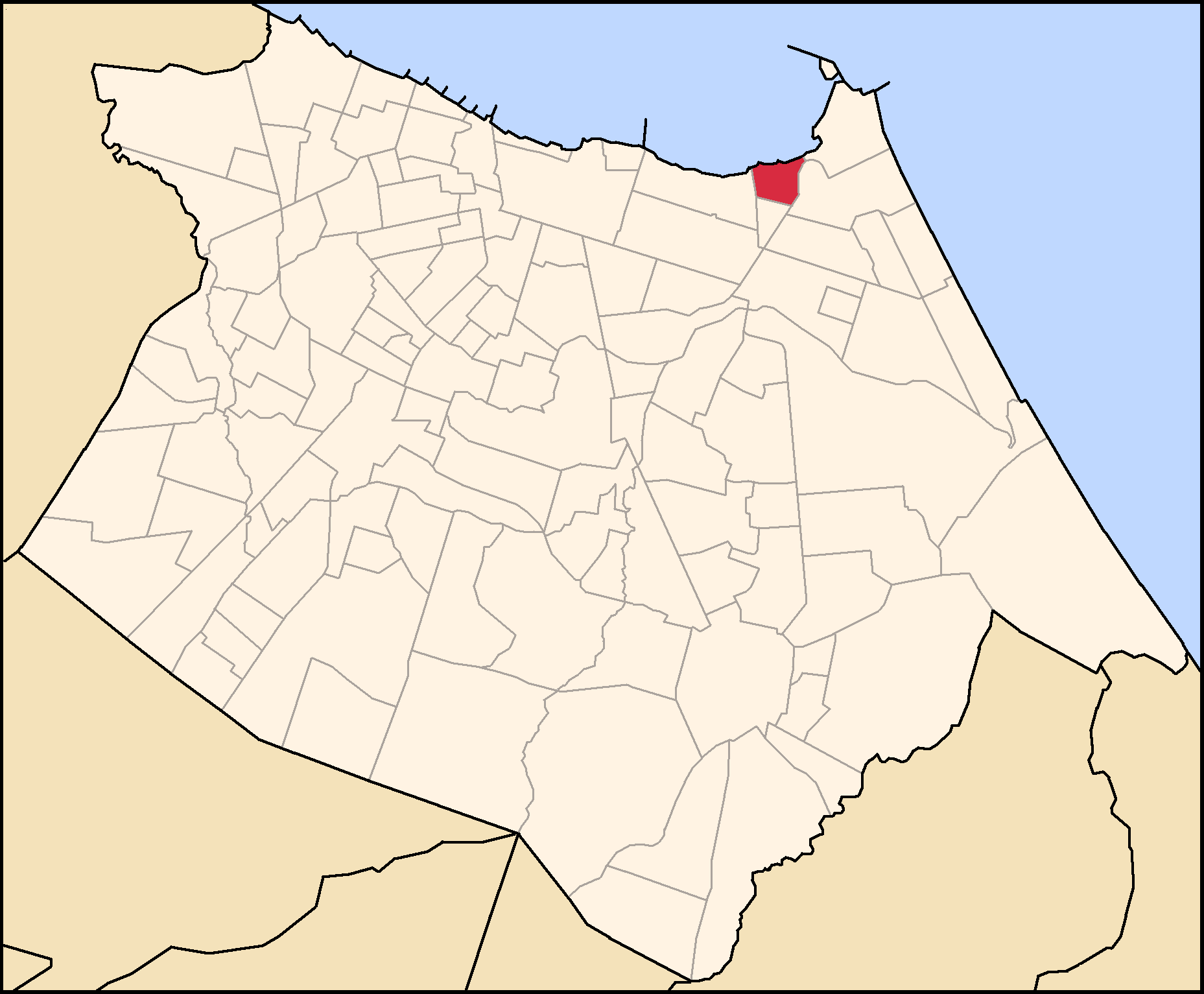
Emplacement du quartier de Mucuripe à Fortaleza

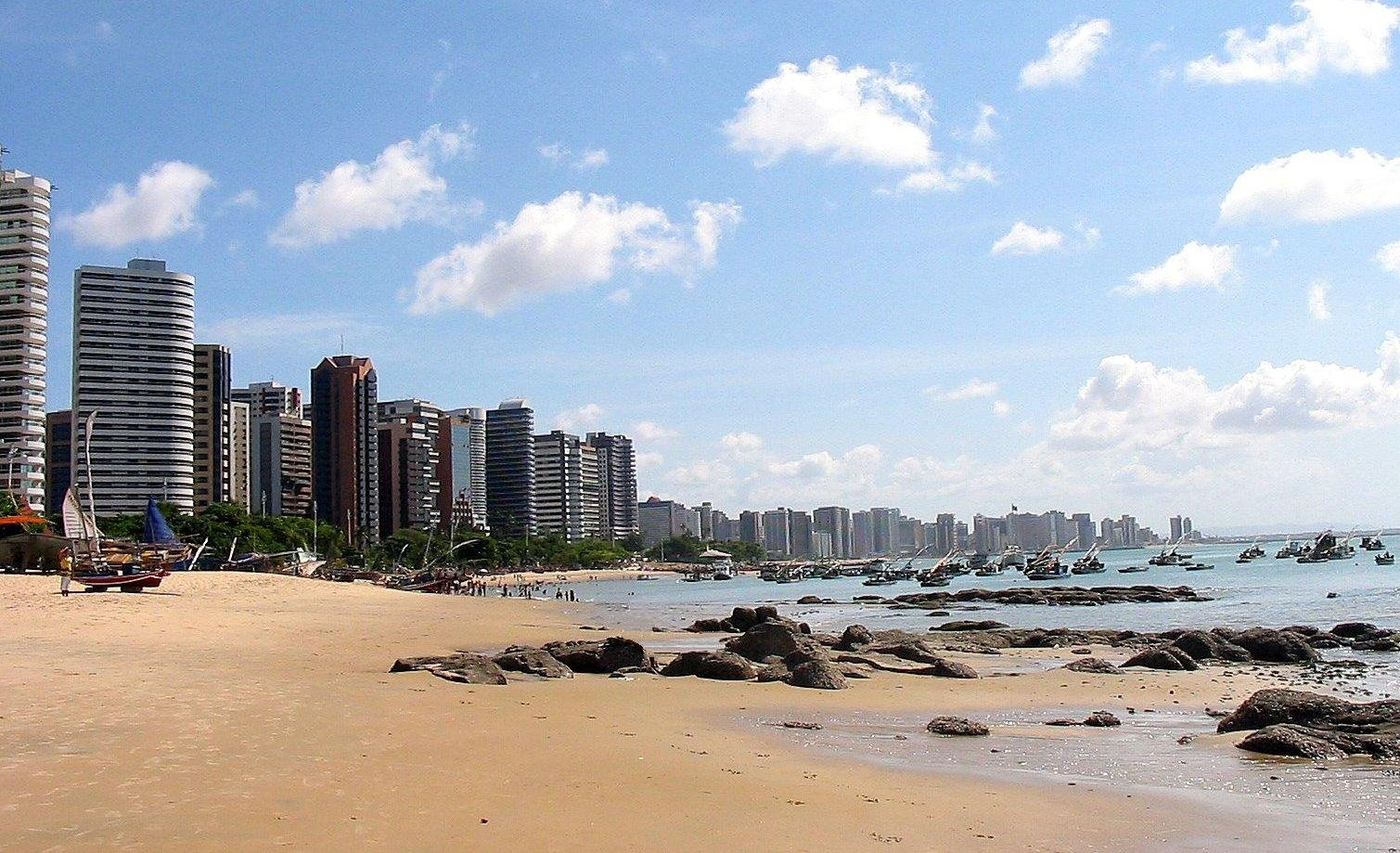
Plage de Mucuripe

Mucuripe est un quartier de la ville de Fortaleza, capitale de l'État du Ceará au Brésil.
Le quartier de Mucuripe a donné son nom au port de Fortaleza ainsi qu'à une de ses plages les plus connues. Mucuripe est resté un quartier populaire de pêcheurs malgré sa récente urbanisation. 
Il possède deux phares :
- Phare de Mucuripe (1958)
- Phare de Mucuripe (2017)

Raimundo Fagner et Belchior, chanteurs originaires du Ceará, ont célébré ce lieu dans une célèbre chanson brésilienne reprise notamment par Ivan Lins.